# Go Let It Out
"Go Let It Out" é uma canção da banda de rock britânica Oasis, escrita pelo guitarrista principal e compositor principal da banda, Noel Gallagher. Foi lançado em 7 de fevereiro de 2000 como o primeiro single de seu quarto álbum de estúdio, Standing on the Shoulder of Giants (2000), bem como o primeiro após a saída do guitarrista base Bonehead e do baixista Guigsy . A canção alcançou o primeiro lugar no UK Singles Chart e mais tarde foi certificada como Ouro por vendas e streams superiores a 400.000. Também alcançou o primeiro lugar na Irlanda, Itália e Espanha, bem como no Canadian Singles Chart .

## Lista de faixas
- CD RKIDSCD 001[2][3]

1. "Go Let It Out" - 4:38
2. "Let's All Make Believe" - 3:53
3. "(As Long As They've Got) Cigarettes In Hell" - 4:21

- 7" RKID 001[4]

1. "Go Let It Out" - 4:38
2. "Let's All Make Believe" - 3:53

- 12" RKID 001T[5]

1. "Go Let It Out" - 4:38
2. "Let's All Make Believe" - 3:53
3. "(As Long As They've Got) Cigarettes In Hell" - 4:21

- Cassete RKIDCS 001[6]

1. "Go Let It Out" - 4:38
2. "Let's All Make Believe" - 3:53

- CD Japonês ESCA 8114[7]

1. "Go Let It Out"
2. "(As Long As They've Got) Cigarettes In Hell"
3. "Helter Skelter" (John Lennon/Paul McCartney)

## Posição nas paradas musicais
| Parada (2000)                                  | Melhor posição |
| ---------------------------------------------- | -------------- |
| Austrália (ARIA)                               | 23             |
| Bélgica (Ultratip Bubbling Under de Flandres)  | 10             |
| Canadá (Nielsen SoundScan)                     | 1              |
| Canadá (RPM Rock/Alternative)                  | 5              |
| Europa (Eurochart Hot 100)                     | 4              |
| Finlândia (Suomen virallinen lista)            | 5              |
| França (SNEP)                                  | 66             |
| Alemanha (Offizielle Deutsche Charts)          | 31             |
| Islândia (Íslenski Listinn Topp 40)            | 12             |
| Irlanda (IRMA)                                 | 1              |
| Itália (FIMI)                                  | 1              |
| Países Baixos (Dutch Top 40)                   | 31             |
| Países Baixos (Single Top 100)                 | 36             |
| Nova Zelândia (Recorded Music NZ)              | 31             |
| Noruega (VG-lista)                             | 3              |
| Escócia (Scottish Singles Chart)               | 1              |
| Espanha (PROMUSICAE)                           | 1              |
| Suécia (Sverigetopplistan)                     | 14             |
| Suíça (Schweizer Hitparade)                    | 23             |
| Reino Unido (UK Singles Chart)                 | 1              |
| Reino Unido (OCC UK Indie)                     | 1              |
| Estados Unidos (Billboard Alternative Airplay) | 14             |

| Parada (2000)                       | Posição |
| ----------------------------------- | ------- |
| Islândia (Íslenski Listinn Topp 40) | 74      |
| Reino Unido (OCC)                   | 36      |